# Made in Poland (album Kultu)
Made in Poland – koncertowy album Kultu, wydany w 8 września 2017 roku na płycie winylowej, kasecie magnetofonowej oraz na podwójnym CD. Nagrania dokonano podczas koncertów tzw. Pomarańczowej Trasy w Warszawie, Łodzi, Katowicach i Wrocławiu w październiku i listopadzie 2016 roku. Materiał został nagrany całkowicie na koncertach, bez poprawek, dostrajania i edycji.
Album uzyskał certyfikat złotej płyty.

## Lista utworów (wydanie 2 CD)

### CD 1
1. „Jeśli będziesz tam”
2. „Ballada o dwóch siostrach”
3. „Gdy nie ma dzieci”
4. „Układ zamknięty”
5. „Maria ma syna”
6. „Dwururka”
7. „Parada wspomnień”
8. „Lewe, lewe, loff”
9. „Mój mąż”
10. „Madryt”
11. „1932 Berlin”
12. „Arahja”
13. „Wróci wiosna baronowo”
14. „Prosto”
15. „Inżynierowie z Petrobudowy”
16. „Baranek a nad nią motylek”

### CD 2
1. „Celina - opowieść płocka”
2. „Wstyd”
3. „Nie zwracaj uwagi”
4. „Czarne słońca”
5. „Twoje słowo jest prawdą”
6. „Śmierć poety”
7. „Na całym świecie źle się dzieje, koledzy”
8. „Hej czy nie wiecie”
9. „Patrz”
10. „Niejeden”
11. „Do Ani, mojej żony”
12. „Apokalipsa”
13. „Mieszkam w Polsce”
14. „Konsument”
15. „Po co wolność”
16. „Krew Boga”
17. „Totalna stabilizacja”
18. „Sowieci”

## Lista utworów LP i MC

### STRONA K
1. „Patrz”
2. „Niejeden”
3. „Brooklyńska rada żydów”
4. „Dziewczyna bez zęba na przedzie”

### STRONA U
1. „Knajpa morderców”
2. „Oni chcą ciebie”
3. „Królowa życia”
4. „Post”

## Wykonawcy
- Kazik Staszewski – śpiew, okładka
- Janusz Grudziński – instrumenty klawiszowe, gitara
- Irek Wereński – gitara basowa
- Piotr Morawiec – gitara
- Tomasz Glazik – saksofon
- Wojciech Jabłoński – gitara, śpiew, miksowanie, realizacja nagrań
- Tomasz Goehs – perkusja
- Jarosław Ważny – puzon
- Janusz Zdunek - trąbka
- Adam Toczko – nagrania koncertów
- Kajetan Aroń – dźwięk na koncertach, oraz tylko na 2CD miksowanie, realizacja nagrań
- Katarzyna Zaremba – zdjęcia
- Arkadiusz Szymański – okładka

oraz gościnnie:
- Guma – gitara, śpiew
- Jan Staszewski (Janusz) – śpiew
- Darek Chylak – śpiew